# Gleiszellen-Gleishorbach
Gleiszellen-Gleishorbach est une municipalité de la Verbandsgemeinde Bad Bergzabern, dans l'arrondissement de la Route-du-Vin-du-Sud, en Rhénanie-Palatinat, dans l'ouest de l'Allemagne.
Le village possède de grandes plantations de Muscat blanc en Allemagne. On y trouve environ 12 hectares de ce cépage, ce qui représente environ 7 % des vignobles allemands de Muscat. Pour cette raison, en 2007, un sentier de randonnée sur le vignoble a été mis en place au sud de la ville, commençant à l'église catholique dédiée à Denis de Paris.